# Kapucínské zahrady
Kapucínské zahrady, někdy nazývané také Kapucínské terasy, jsou nevelký park v Brně v městské části Brno-střed na jihovýchodním svahu Petrova, vzniklý úpravami bývalé klášterní zahrady patřící ke klášteru kapucínů. Zahrada je i s celým areálem kláštera kulturní památkou.

## Popis a historie
Podle klášterní kroniky byla zahrada založena již v roce 1667, od té doby ale byla několikrát upravována. Nachází se ve svažitém terénu pod Petrovem a je proto rozčleněná do několika teras. Na západní straně je prostor zahrady ohraničen cihlovou zídkou, na severní straně tzv. d'Elvertovým křídlem Biskupského dvora, na východě jsou budovy kapucínského kláštera a na jižní straně je zadní průčelí domu čp. 416 v ulici Bašty.

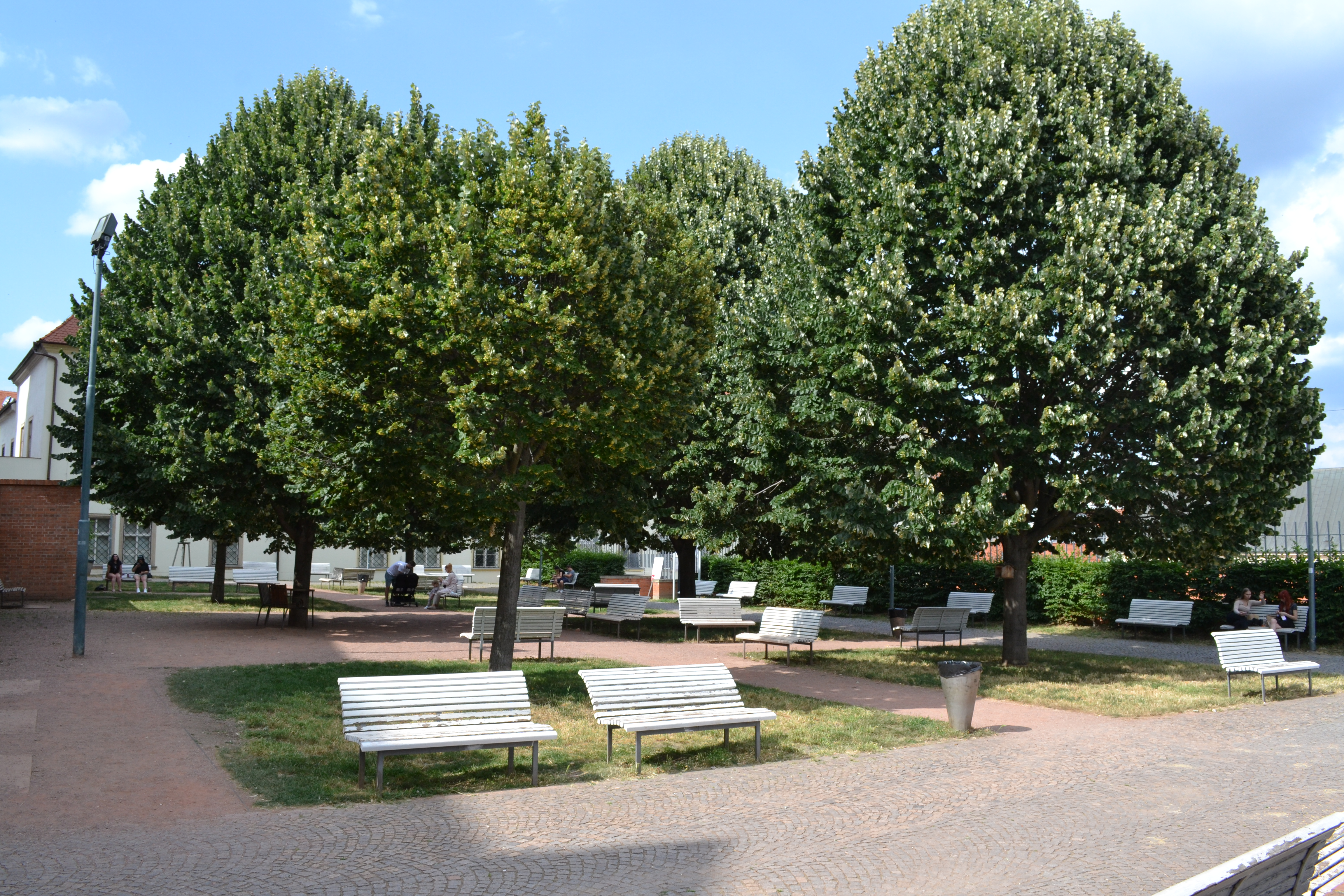
Horní terasa

Část teras byla po rekonstrukci Biskupského dvora v 60. letech 20. století přístupná veřejnosti, ale po roce 1990 byly pro špatný stav, kdy docházelo i k propadání terénu, druhá a třetí terasa uzavřeny. Až v letech 2018 a 2019 byla dokončena rekonstrukce celého prostoru. Při tom byla mj. v hloubce několika metrů objevena středověká pec na vápno, pocházející pravděpodobně ještě z doby před začátkem stavby kapucínského kláštera v roce 1648.
Podle dohody s kapucínským řádem, jemuž pozemek patří, byla dolní, nejvýchodnější terasa podle původního účelu obnovena jako užitková klášterní zahrada. Ostatní terasy, které se postupně zdvihají vysoko nad úroveň vlastního kláštera a jsou propojeny schodišti, mají parkovou úpravu a jsou s omezením (od 7 do 18 hodin) přístupné pro veřejnost. Vchod je možný z Uličky Václava Havla nebo z Denisových sadů.
Na horní, čtvrté terase byla v roce 2019 umístěna Lavička Václava Havla.
Za součást Kapucínských zahrad bývá často považována ještě jedna terasa ležící nad nimi. V ní se nachází pomník "Znamení" od sochaře Jana Šimka, symbolický kříž z kamenů odhalený v roce 1995 a připomínající památku básníka a novináře Jana Zahradníčka (1905–1960).